# Jesmyn Ward

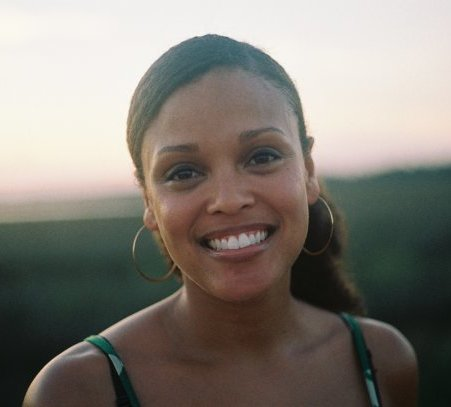
Jesmyn Ward (2011)

Jesmyn Ward (* 1. April 1977 in Berkeley, Kalifornien) ist eine US-amerikanische Schriftstellerin, die zwei Mal mit dem National Book Award for Fiction ausgezeichnet wurde.

## Leben
Ward entstammt einer afroamerikanischen Familie. Sie wuchs in der kleinen Gemeinde DeLisle auf dem Land in Mississippi auf. Nachdem sie in ihrer Schulzeit sowohl von ihren schwarzen Schulkameraden als auch später von weißen Mitschülern an einer privaten Schule gehänselt worden war, entstand zu ihrer Heimatstadt eine Hassliebe.
Ward schloss ihre Ausbildung 2005 an der University of Michigan mit dem Master of Fine Arts (MFA) im Fach Kreatives Schreiben ab und kehrte nach Mississippi zurück. Dort erlebten sie und ihre Familie die Ereignisse des Hurrikan Katrina im August desselben Jahres. In dieser Zeit wurde ihr Haus überflutet, die anschließende Flucht im Auto brachte sie nicht weit. Schlussendlich kam die gesamte Familie bei fremden Leuten unter. Nach dem Hurrikan begann Ward mit ihrer Arbeit an der University of New Orleans. Auf dem Weg zur Arbeit an ihrer Universität konnte sie die Schäden, die andere Einwohner der Küstenregion erlitten hatten, mit ihren eigenen Erlebnissen vergleichen.
2008 wurde Wards erstes Buch Where the Line Bleeds veröffentlicht, anschließend schrieb sie ihr preisgekröntes Buch Salvage the Bones, das 2011 in englischer Sprache und 2013 auf Deutsch veröffentlicht wurde. Ihr 2013 erschienenes Buch Men We Reaped behandelt das Schicksal ihres Bruders und vier weiterer jugendlicher Schwarzer, die in ihrer Heimatstadt ihr Leben verloren.
Ward ist außerordentliche Professorin für Englisch an der Tulane University. Vor ihrer Berufung an die Tulane-Universität war sie Lehrbeauftragte für Kreatives Schreiben an der University of South Alabama.
2017 wurde ihr eine MacArthur Fellowship zugesprochen. Im selben Jahr gewann sie für ihren Roman Sing, Unburied, Sing zum zweiten Mal den National Book Award. Das Werk porträtiert eine afroamerikanische Familie in einer fiktionalen Kleinstadt in Mississippi, in der Zeit nach dem Hurrikan Katrina. Während die Kinder bei den Großeltern aufwachsen, sitzt der Vater im Gefängnis, die Mutter ist drogenabhängig. Ward habe eigenen Angaben zufolge einen Roman schreiben wollen, der in der Tradition der klassischen Südstaaten-Odysseen stehe wie Früchte des Zorns, Als ich im Sterben lag oder Huckleberry Finn, nur mit einer schwarzen Familie im Mittelpunkt.
2019 wurde Ward in die Anthologie New Daughters of Africa von Margaret Busby aufgenommen.
Ihr Ehemann starb kurz vor dem Ausbruch der Covid-19-Pandemie an einer schweren Atemwegserkrankung.

## Werke
- Where the Line Bleeds. Agate Publishing. 2008, ISBN 978-1-932841-38-1.
- Salvage the Bones. Bloomsbury Publishing, London 2011, ISBN 978-1-60819-627-2.[6]
  - Vor dem Sturm. Roman. Deutsch von Ulrike Becker. Antje Kunstmann Verlag, München 2013, ISBN 978-3-88897-861-6.
- Men we reaped : a memoir. Bloomsbury Publishing, London 2013, ISBN 978-1-60819-521-3.
- The Fire This Time. Essaysammlung. Simon & Schuster, 2016
- Sing, Unburied, Sing. Roman. Scribner, 2017
  - Singt, ihr Lebenden und ihr Toten, singt. Roman. Deutsch von Ulrike Becker. Antje Kunstmann Verlag, München 2018, ISBN 978-3-95614-224-6.
- Let us descent, Scribner 2023, ISBN 978-1982104498.
  - So gehn wir denn hinab, übersetzt von Ulrike Becker, Antje Kunstmann, München 2024, ISBN 978-3-95614-600-8.

## Auszeichnungen
- 2008/2010: Stegner fellowship an der Stanford University in Stanford, Kalifornien, USA
- 2010/2011: John and Renée Grisham Writer in Residence an der University of Mississippi
- 2011: National Book Award for Fiction für Salvage the Bones
- 2012: The Alex Awards für dasselbe Buch
- 2013: Vorschlagsliste National Book Critics Circle Award in der Kategorie Autobiographie mit Men We Reaped
- 2017: National Book Award for Fiction für Sing, Unburied, Sing
- 2018: Anisfield-Wolf Book Award for Fiction für Sing, Unburied, Sing